# Heike Kück
Heike Kück (* 1960) ist eine promovierte Biologin, seit 2002 Zoodirektorin des Tierparks Zoo am Meer in Bremerhaven und seit 2004 auch dessen Geschäftsführerin.

## Leben
Heike Kück begeisterte sich schon als Kind für Tiere und die Natur. Mit acht Jahren betreute sie ein eigenes Aquarium. Sie studierte an der Ruhr-Universität Bochum Biologie und schloss ihr Studium mit einer Promotion im Bereich molekulare Genetik 1981 ab. Sie erlernte die Grundlagen der Tierpflege im Tierpark und Fossilium Bochum und engagierte sich dort ehrenamtlich in Tierpflege und Verwaltung, bevor sie wissenschaftliche Assistentin für den gesamten Tierbetrieb des Zoos wurde. Im Jahr 2001 übernahm sie die Leitung des Zoo am Meer in Bremerhaven. Zuvor hatte sie einen Tauchschein erworben, der für den Betrieb des neuen Aquariums der Seestadt nützlich war. Heike Kück ist ausgebildete Falknerin und im Besitz eines Jagdscheins, der ebenfalls nützlich ist, weil es in jedem Zoo aus Sicherheitsgründen einen Waffenträger geben muss.

## Wirken
Als Zoodirektorin begleitete Heike Kück in den Jahren 2001 bis 2004 den gesamten Umbau des Bremerhavener Zoos, der unter anderem eine neue Eisbärenanlage erhielt. Die Neugestaltung des Zoos und seines Aquariums orientierten sich an modernen tiergärtnerischen und tierschützenden Konzepten. Kücks besondere Aufmerksamkeit galt von Beginn an dem neuen Aquarium und den Eisbären. Die Eisbärenzucht hat in Bremerhaven eine lange Tradition, bereits in den 1930er Jahren wurden in den damaligen Tiergrotten mehrfach Junge geboren und großgezogen. Im Rahmen des Europäischen Erhaltungszuchtprogramms (EEP) kam 2012 die Eisbärin Valeska nach Bremerhaven. Sie brachte 2013 zwei Junge zur Welt, von denen eins überlebte. Es war die erste erfolgreiche Nachzucht in Bremerhaven nach rund 40 Jahren. Bisher gelangen mit derselben Eisbärin zwei weitere Nachzuchten.
Zu den vorrangigen Anliegen der Zoodirektorin gehört es, den Tieren trotz Gehegehaltung Abwechselung und Beschäftigung zu bieten. Außerdem will sie und ihr Team in der Zooschule junge Menschen für Tiere begeistern sowie für den Klimawandel und seine Folgen für Ökosysteme sensibilisieren.

## Schriften
- Heike Kück, Gert-Dieter Meier: Faszination Eisbären. Eine Erfolgsgeschichte im Zoo am Meer Bremerhaven. Bremen 2014.